# محمد بن الأمين
محمد بن الأمين أو محمد بن لامين (24 يناير 1969 - )، فنان تشكيلي ونحات وكاتب وشاعر ليبي، عرضت أعماله الفنية في العديد من المعارض الفنية في ليبيا ومصر وتونس والمملكة المتحدة والصين، وأعيد إنتاج بعض أعماله كأغلفة كتب لكثير من الكتاب الليبيين. اعتقل مع شقيقه الحبيب الأمين من قبل نظام معمر القذافي وأودع سجن أبوسليم خلال انتفاضة 17 فبراير.

## مسيرة مهنية
بدأ محمد بن لامين رسامًا، ثم خاض تجربة النحت وبعدها التصوير. «كان يبحث عن أداة تمكنه من التعبير عن قلقه وقلق جيله وطموحه، وسط واقع محافظ. وهو ينتمي لجيل جديد برز في تسعينات القرن الماضي في مدينة مصراتة برؤى جديدة وطموح مختلف عن سابقيهم وبأساليب وتقنيات جديدة». «تميز أسلوب بن لامين منذ بداياته بذلك التجدد والبحث، فجرب مواد مختلفة وجديدة في الرسم، ومن ثم في النحت». وتعتبر تجربة «رصاص الموت كخام للسلام والحب» (2014) من تجاربه المهمة والتي تحمل رسالة اجتماعية عميقة بالنسبة الى الوضع الليبي والإنساني أيضًا. أنجز في أبريل 2014 بدعم من منظمة «DCA» وهي منظمة غير حكومية دنماركية موجودة في ليبيا منذ منتصف العام 2011، والمركز الليبي للألغام «LibMAC»، نصب فني زجاجي على شكل حرف (NO) بالإنجليزية خارج صالة القادمين الجديدة في مطار مصراته الدولي، وذلك في إطار «برنامج حماية الأمن والاستقرار» التي تمولها الهيئة الأوروبية للمساعدات.

## أعمال ومشاركات دولية
- رسم بورترية للمطربة اللبنانية فيروز وقدم نسخة من اللوحة لأبنتها ريما في بيت الدين ببيروت لتوصيلها إليها سنة 1999.[8]
- أنجز تمثال «شمس الحب» في حديقة ولاية شانغ شن ضمن سمبوزيوم شانغ شن الدولي للنحت في دورته الثامنة سنة 2006.[9]
- شارك بفعاليات الدورة الأولى لملتقى «نحت دبي» في مارس 2013، الذي نظمته دار الثقافة والفنون في دبي، مع أربعة عشر نحاتًا، يجسدون عنوان هذا الملتقى وهو «روح دبي» في أعمالهم النحتية.[7]
- شارك في معرض «فنانون من أجل السلام»، المقام في جامعة كاليفورنيا في بيركلي بين 10 و17 ديسمبر 2017، مع أكثر من 50 فنان تشكيلي من حول العالم.[10]